# Mariliana sumpta
Mariliana sumpta är en skalbaggsart som beskrevs av Lane 1970. Mariliana sumpta ingår i släktet Mariliana och familjen långhorningar. Inga underarter finns listade i Catalogue of Life.